# Черенков, Михаил Николаевич
Михаи́л Никола́евич Черенко́в (укр. Михайло Миколайович Черенков, eng. Mykhailo or Michael Cherenkov, род. 27 мая 1978, Саратов) — украинский религиовед, религиозный и общественный деятель. Доктор философских наук, профессор. Вице-президент международной христианской организации "Миссия Евразия" (до 2015 года - Ассоциации «Духовное Возрождение»/Peter Deyneka Russian Ministries).

## Биография
Родился 27 мая 1978 года в Саратове. Воспитывался в традиционном (консервативном) христианском мировоззрении в многодетной семье, принадлежащей к протестантской, евангельско-баптистской традиции.
По окончании школы №5 (где углубленно занимался историей под руководством преподавателя Александра Анищенко, в результате чего стал победителем Всеукраинской олимпиады) города Димитрова (ныне город Мирноград Донецкой области) поступил на исторический факультет Донецкого национального университета, который окончил с отличием в 2000 году. В 2003 там же окончил аспирантуру и под научным руководством кандидата философских наук, доцента Т. А. Андреевой защитил диссертацию на соискание учёной степени кандидата философских наук по теме «Философско-историческое переосмысление европейского гуманизма» (09.00.03 — социальная философия и философия истории). Официальные оппоненты — доктор философских наук Ю. В. Павленко и кандидат философских наук, доцент А. В. Емельянова. Ведущая организация — кафедра философии гуманитарных наук философского факультета Киевского национального университета имени Тараса Шевченко. В 2009 году защитил диссертацию на соискание учёной степени доктора философских наук в Институте философии им. Г. С. Сковороды Национальной академии наук Украины по теме «Европейская Реформация и украинский евангельский протестантизм: идентичность вероисповедных начал, особенности социокультурных трансформаций» (специальность 09.00.11 — религиоведение). Научный консультант — доктор философских наук, профессор П. Л. Яроцкий. Официальные оппоненты — доктор философских наук, профессор Н. М. Закович, доктор философских наук, профессор Е. К. Дулуман и доктор философских наук, профессор В. И. Докаш.
С 2005 года является вице-президентом Ассоциации «Духовное Возрождение»/Peter Deyneka Russian Ministries, переименованной в 2015 году в «Миссия Евразия».
Преподавал в Донецком христианском университете, Донецком национальном техническом университете (КИИ), Донецком институте железнодорожного транспорта. В 2011—2013 годах — профессор кафедры культурологии Института философского образования и науки Национального педагогического университета имени М. П. Драгоманова. В 2012—2013 годах ректор Донецкого христианского университета. Как приглашённый профессор преподаёт в Львовской богословской семинарии, Украинской евангельской теологической семинарии и других христианских учебных заведений Украины и России (а также в частном университете Tabor college, KS, USA). С 2014 года профессор кафедры философии Украинского католического университета (г. Львов).
Являлся членом редакционных коллегий журнала «Богословские размышления» (Одесса) и «Богословского портала» (theology.in.ua), членом редакционного совета интернет-издания «Религия в Украине» (укр. Релігія в Україні).. Эксперт Религиозно-информационной службу Украины. Президент Содружества студентов-христиан Украины.
В качестве эксперта в сфере религиоведения, философии религии и общественно-религиозным связям выступает на многих научных, научно-популярных и общественных конференциях и семинарах, консультирует общественных и политических деятелей.
Автор двух монографий («Европейская Реформация и украинский евангельский протестантизм» и «Баптизм без кавычек») и многочисленных статей. Соавтор книг Religion, State, Society and Identity in Transition (2015); A Future and a Hope: Mission, Theological Education and the Transformation of Post-Soviet Society (2014), Протестантская этика и дух остмодернизма (2015) и других.
Участник Евромайдана на Украине. Впоследствии эмигрировал. Пастор славянской евангельской церкви Revival (Ванкувер, штат Вашингтон, США).

## Труды

### Монографии
- Черенков М. М. Європейська Реформація та український євангельський протестантизм. Генетико-типологічна спорідненість і національно-ідентифікаційні виміри сучасності. / Ін-т філос. ім. Г. С. Сковороди НАН України. Від-ня релігієзнавства. — Одеса: Християнська просвіта, 2008. — 566 с. (Серія «Національні євангельські автори»). ISBN 5 8404 0207 9. — ISBN 9 785 8404 0207 8
- Черенков М. Н. Баптизм без кавычек. — Черкассы: Коллоквиум, 2012. — 296 с. — ISBN 978-966-8957-34-5. Архивировано 15 августа 2012 года.
- Cherenkov, Mykhailo and Joshua Searle 2014. A Future and a Hope: Mission, Theological Education and the Transformation of Post-Soviet Society. Portland: Wipf and Stock Publishers.
- Cherenkov, Mykhailo, Vitaliy Proshak, and Tetiana Mykhalchuk 2015. Religion, State, Society and Identity in Transition. Oisterwijk: Wolf Legal Publishers.

### Книги
- Черенков М. Н. Третья Правда. Разговор о вере в конце истории.. — М.: Ассоциация «Духовное возрождение», 2006. — 206 с. — ISBN 5877271199, 9785877271197.
- Черенков М. Н. Лицом к лицу. Евангельская вера в современной культуре.. — Одесса: Ассоциация «Духовное возрождение», 2008. — 128 с. — («Национальные евангельские авторы»). — 1000 экз. — ISBN 5-8404-0197-8. (недоступная ссылка)
- Черенков М. Н. Европейская Реформация и украинский евангельский протестантизм. — Киев: Ассоциация «Духовное возрождение», Connect International, 2008. — 528 с. — («Национальные евангельские авторы»). — ISBN 5-8404-0207-9. Архивировано 13 января 2010 года.
- Черенков М. Н. Своими словами. Сборник эссе и публицистики.. — СПб.: Мирт, 2009. — 190 с. — ISBN 5888692492, 9785888692493.
- Черенков М. Н. Культура влиятельного меньшинства. — Симферополь: Ассоциация «Духовное возрождение", Международное просветительское общество «Человек и христианское мировоззрение», 2010. — 204 с. — 1000 экз. — ISBN 978-966-491-129-7. (недоступная ссылка)
- Черенков М. Н., Гореньков Д. Церковь — университету. — Киев: Книгоноша, 2013. — 72 с. — 1000 экз. — ISBN 978-966-2615-51-7.
- Черенков М. Н. Накануне. Предчувствие реформации. — Киев: Книгоноша, 2013. — 232 с. — (Национальные евангельские авторы). — 1000 экз. — ISBN 978-966-2615-55-5, 978-966-2615-38-8.
- Черенков М. Н., Бачинин В. Протестантская этика и дух остмодернизма. — Киев: Книгоноша, 2015. — 376 с. — 1000 экз. — ISBN 978-617-7248-13-1.
- Сьорл Д., Черенков М. Н. Будущность и надежда. — Черкассы: Коллоквиум, 2015. — 296 с. — 1000 экз. — ISBN 978-966-8957-51-2.
- Мелешко А., Тетерятников К., Черенков М. Н. Миссия в Евразии: опыт и новые инициативы евангельских церквей. — Киев: Исследовательская инициатива Re-Vision, 2017. — Т. 1. — 198 с. — 1000 экз. — ISBN 978-617-7374-13-7.
- Черенков М. Н. Целостная миссия в условиях войны. Пакет Идей. — Киев: Исследовательская инициатива Re-Vision, 2017. — Т. 5. — 116 с. — 1000 экз. — ISBN 978-617-7374-26-7.
- Черенков М. Н. Моисей для наших дней. — Киев: Mission Eurasia, 2017. — 192 с. — 1000 экз. — ISBN 978-966-97593-2-0.
- Черенков М. Н. Пастух и царь. — Киев: Mission Eurasia, 2018. — 152 с. — 1000 экз. — ISBN 978-617-7374-30-4.

### Статьи
- Cherenkov, Mykhailo; Kalenychenko, Tetiana; Antoshevskyy. Taras 2018. Leaders in Trust. Church Activism in Post-Euromaidan Ukraine. Civil Society in Post-Euromaidan Ukraine: From Revolution to Consolidation. - Stuttgart: iBidem-Verlag; 325-351.
- Cherenkov, Mykhailo 2018. Protestants and the Ukrainian Greek Catholic Church: In Search of Inclusive Solutions. Occasional Papers on Religion in Eastern Europe: Vol. 38 : Iss. 2 , Article 3.
- Cherenkov, Mykhailo 2017. Review of Josyf Slipyi. Memoirs (Edited by Ivan O. Dats’ko and Maryia Horyacha). The Journal of Ecclesiastical History: 909-911.
- Cherenkov, Mykhailo 2017. Mass Media, Religion, and Politics in Ukraine: The Story of the “Bloody Pastor”. Euxeinos. Religion and Politics in Ukraine after the Maidan Protests 24: 10-23.
- Cherenkov, M. 2017. Theologizing on the Maidan: “Maidan Theology” in the Experience and Reflections of the Younger Generation of Ukrainian Protestants. Acta Missiologiae 5: 81-100.
- Cherenkov, M. 2016. The War in Ukraine as a Test for the Global Christian Community: A Trail of Solidarity, Freedom, and Peacekeeping. Occasional Papers on Religion in Eastern Europe 36(5): 1-6.
- Cherenkov, M. 2016. The Changing Face of Church and Mission in Eurasia. Occasional Papers on Religion in Eastern Europe. 36(3): 49-54.
- Cherenkov, M. 2015. Ukrainian Protestants After Maidan. Euxeinos. Governance and Culture in the Black Sea Region 17: 42-48.
- Cherenkov, M. 2015. Threats to Religious Freedom in the Ukrainian Crisis. Christian Ethics Today 97: 12-17.
- Cherenkov, M. 2015. Defending Orthodoxy. First Things 255:10-11.
- Cherenkov, M. 2015. Orthodox Terrorism. First Things 253: 17-19.
- Cherenkov, M. 2015. The Evangelical Church in Soviet Society: Dialectics of Adaptation and Reform. Keston Newsletter 21: 26-41.
- Cherenkov, M. 2015. The Slavic Diaspora and Its Soviet Trauma. East-West Church and Ministry Report23(5): 7.
- Cherenkov, M. 2014. After Maidan. East-West Church and Ministry Report22(3): 24.
- Cherenkov, M. 2013. Christianity in Ukraine: Commentary on Statistics. East-West Church and Ministry Report21(4): 7.
- Cherenkov, M. 2013. Post-Soviet Protestants Between the Church and the University. Theological Reflections Special Issue: 23-31.
- Cherenkov, M. 2011. Toward Appropriate Missiology for Post-Soviet Evangelicals: Global Missiological Trends and Local Realities. Theological Reflections 12: 49-59.
- Cherenkov, Mykhailo 2011. School Without Walls and the Local Church: A Model of Informal Leadership Training in Post-Soviet Countries. Common Ground Journal 8(20): 16-25.
- Cherenkov, Mykhailo 2009. Developing a Strategic Missiology for Post-Soviet Churches. East-West Church and Ministry Report 17(4).
- Cherenkov, M., Rakhuba S., Melnichuk A. 2009. International Evangelical Mission Forum. East-West Church and Ministry Report17(2).
- Cherenkov, M. 2009. Evangelical Missions in Search of a New Paradigm. East-West Church and Ministry Report 17(3): 16.
- Cherenkov, M. 2006. Secularization as a Social-Philosophical Problem. Theological Reflections 6: 174-184.
- Cherenkov, M. and D. Johnson 2006. Christian Responses to the Aids Crisis. East-West Church and Ministry Report 14(1): 1-3.
- Черенков М. Н. К вопросу об исторической судьбе интеллигенции протестантских общин России // Наука. Релігія. Суспільство. — Донецьк: ДДІШІ, 2000. — С. 102—103.
- Черенков М. Н. О необходимости прояснения смысла протестантской проповеди // Протестантское богослужение: проблемы и перспективы. Вып. 1. — Заокский: Заокская духовная академия, 2002. — С. 56-61.
- Черенков М. Н. Опыт «теологии освобождения» и проблемы становления отечественного богословия // Феномен евразийского протестантизма. Материалы конференции Богословского общества Евразии. — Одесса: БОЕ, 2003. — С. 51-58.
- Черенков М. Н. Современный протестантизм: от истории к идее // Протестантизм и протестанты в России: прошлое, настоящее и будущее. Вып. 2. — Заокский: Заокская духовная академия, 2004. — С. 353—356.
- Черенков М. Н. Идеи перманентной реформации в евангелическом протестантизме // Наука. Релігія. Суспільство. — 2004. — № 3. — С. 99-108.
- Черенков М. Н. Паскаль на «весах Иова». Апология адогматики // Sententiae. Альманах наукових праць Паскалівського товариства. — 2004. — С. 45-54.
- Черенков М. Н. Протестантизм и православная традиция // Христианство и мировая культура. — СПб.: СПХУ, 2004. — С. 105—111.
- Черенков М. Н. Экология и феминизм в современной теологии // Людина. Світ. Культура. — К.: Київський нац. ун-т ім. Тараса Шевченка, 2004. — С. 666—667.
- Черенков М. Н. Гуманистические интенции отечественного протестантизма // Гуманізація вищої освіти: філософські виміри. — Суми: СумДУ, 2004. — С. 221—223.
- Черенков М. Н. О современных адогматических прочтениях христианского богословия // Гуманізація вищої освіти: філософські виміри. — Бердянськ, 2005. — С. 101—103.
- Черенков М. Н. Проблема религиозно-философского синтеза в современном протестантском богословии // Знание и вера. Материалы международной конференции. — СПб: Высшая религиозно-философская школа, 2005. — С. 67-70.
- Черенков М. Н. Православие и протестантизм в Украине: трудный путь к диалогу // Філософія. Культура. Життя. Спеціальний випуск. — 2006. — С. 214—216.
- Черенков М. М. Реформація та протестантизм: сучасні інтерпретації // Нова парадигма. — 2005. — Вип. 44. — С. 94-101.
- Черенков М. М. Гуманізм та реформація: до логіки співвідношення // Культура народов Причерноморья. — 2005. — № 57, Т.2. — С. 134—137.
- Черенков М. Н. Американский протестантизм как социальный тип // Наука. Релігія. Суспільство. — 2005. — № 1. — С. 67-76.
- Черенков М. Н. Формування протестантської антропології: соціально-психологічний контекст // Наука. Релігія. Суспільство. — 2005. — № 2. — С. 92-99.
- Черенков М. Н. К христианским интерпретациям человека постмодерна // Інтелект. Особистість. Цивілізація. — 2005. — № 3. — С. 41-49.
- Черенков М. М. Проблема релігійно-конфесійної ідентичності в Україні // Ідентичність у сучасному соціумі. Матеріали міжнародної науково-теоретичної конференції. — Донецьк: Юго-Восток, 2006. — С. 319—321.
- Черенков М. М. Євангельський протестантизм в плюралістичному суспільстві. «Нова соціологія» релігії Ж.-П. Віллема // Науковий часопис НПУ імені М. П. Драгоманова. Серія 7. — 2006. — № 10 (23). — С. 8-14.
- Черенков М. М. Протестантське «Sola» як принцип соціальних відносин // Українське релігієзнавство. — 2006. — № 42. — С. 20-28.
- Черенков М. М. Український євангельський протестантизм: соціокультурні трансформації і проблема ідентичності // Науковий часопис НПУ імені М. П. Драгоманова. Серія 7. — 2007. — № 11 (21). — С. 87-92.
- Черенков М. М. Відродження, гуманізм, Реформація: соціокультурний інтертекст // Науковий часопис НПУ імені М. П. Драгоманова. Серія 7. — 2007. — № 15. — С.10-16.
- Черенков М. М. Європейська та українська Реформація як історія і проект: драгомановські студії // Українське релігієзнавство. — 2007. — № 43. — С. 148—154.
- Черенков М. М. Протестантизм у системі міжконфесійних відносин в Україні // Релігійна свобода. — 2007. — № 11. — С. 106—110.
- Черенков М. М. Антиномії релігійного і національного в соціально-богословській позиції українського євангельського протестантизму // Українське релігієзнавство. — 2007. — № 44. — С. 199—204.
- Черенков М. М. Українське християнство та «європейський вибір»: до проблеми ідентичності // Мультиверсум. — 2007. — № 61. — С. 175—185.
- Черенков М. М. Особливості формування соціальної позиції українського євангельського протестантизму (соціально-філософський аналіз) // Мультиверсум. — 2007. — № 62. — С. 176—186.
- Черенков М. Н. Евангельская вера в постатеистических сообществах // Христианское сообщество России: критический самоанализ на фоне духовной ситуации времени. Материалы круглого стола 27 апреля 2007 г. / Под ред. Черенкова М. Н. — М.: Духовное возрождение, 2007. — С. 13-17.
- Черенков М. М. Соціокультурний вплив ідей Реформації на соціально-богословську ідентифікацію українського євангельського протестантизму // Мультиверсум. — 2008. — № 67. — С. 3-10.
- Черенков М. М. Від ізоляционізму до «входження у світ»: соціально-філософські рефлексії трансформаційних процесів в українських євангельських церквах // Мультиверсум. — 2008. — № 70. — С. 237—247.
- Черенков М. М. Перспективи діалогу євангельських протестантів з християнами інших конфесій України // Релігійна свобода. — 2008. — № 12. — С. 113—115.
- Черенков М. М. Євангельське християнство як релігійний та соціальний феномен у постмодерному дискурсі // Релігійна свобода. — 2008. — № 13. — С. 264—269.
- Черенков М. М. Проблеми міжцерковних відносин в українському євангельському протестантизмі // Релігійна свобода. Спецвипуск — 2008: Теоретичні і практичні виміри оптимізації міжконфесійних відносин. — 2008. — С. 103—107.
- Черенков М. М. Трансформації соціально-богословської позиції українського євангельського протестантизму // Українське релігієзнавство. — 2008. — № 45. — С. 135—141.
- Черенков М. М. Особливості філософсько-богословського діалогу як чинники соціальної позиції українського євангельського протестантизму // Українське релігієзнавство. — 2008. — № 47. — С. 91-99.
- Черенков М. М. Перспектива розвитку євангельського протестантизму в українському соціумі // Українське релігієзнавство. — 2008. — № 48. — С. 215—229.
- Черенков М. М. Український євангельський протестантизм у транзитному суспільстві: внутрішні трансформації та суспільні виміри // Науковий вісник Чернівецького університету: Збірник наукових праць. Вип. 414—415. Філософія. — Чернівці: «Рута», 2008. — С. 203—208.
- Черенков М. Н. Особенности рецепции европейской Реформации в украинском евангельском протестантизме // «Філософія. Культура. Життя». Міжвузівський збірник наукових праць. Вип. 30. — 2008. — С. 246—254.
- Черенков М. Н. Украинский евангельский протестантизм и парадигма европейской Реформации: разрывы и связи // «Філософія. Культура. Життя». Міжвузівський збірник наукових праць. Спеціальний випуск. — 2008. — С. 85-95.
- Черенков М. М. Основні тенденції розвитку євангельських церков в Україні: емпірічні матеріали та соціологічні дослідження соціальних трансформацій // Релігійний досвід і толерантність. Матеріали Всеукраїнської наукової конференції до дня толерантності ЮНЕСКО. — Дніпропетровськ: НГУ, 2008. — С. 58-60.
- Черенков М. Н. Формирование социально-богословской идентичности евангельского движения в России // Материалы научно-богословской конференции «140 лет российскому баптизму. Прошлое, настоящее, перспективы». — М.: Российский союз ЕХБ, 2008. — С. 83-95.
- Черенков М. М. Інституалізація богословської освіти в Україні: досвід регіонального і рецепція західної освітньої парадигми // Імплементації західних освітніх стандартів в пострадянських країнах. Матеріали міжнародної наукової конференції. — К.: АПН України, 2008. — С. 79-80.
- Черенков М. Н. Европейская Реформация и евангельский протестантизм в России: как вечные истины воплощаются в историко-культурном контексте // Международный симпозиум «Путь, истина и жизнь», Альманах. — Курск: Издательство Курского института менеджмента, экономики и бизнеса, 2008. — С. 71-77.
- Черенков М. Н. Украинский евангельский протестантизм: социально-богословская идентичность в системе общественно-церковных отношений // Религия и гражданское общество: кризис идентичности и новые вызовы постсекулярного общества. Материалы VII международного семинара. — Севастополь: НПЦ ЭКОСИ, 2008. — С. 145—148.
- Черенков М. М. Український євангельський протестантизм: парадигма Реформації в сучасному контексті // Релігійна свобода. — 2009. — № 14. — С. 139—145.
- Cherenkov M. Secularization as a Social-Philosophical Problem // Theological Reflections. — 2006. — № 6. — pp. 174–184.
- Черенков М. Н. Идея Реформации сегодня // Богомыслие. Альманах Одесской богословской семинарии. — 2007. — № 11. — С. 11-27.
- Черенков М. М. Євангельські церкви в демократичному суспільстві: форми існування, напрями діяльності // Релігія та соціум. — 2008. — № 1. — С. 119—124.
- Черенков М. М. Євангельське християнство: світові тенденції та українські реалії // Релігійна панорама. — 2008. — № 11. — С. 37-39.
- Черенков М. М. Протестантизм як рафіноване християнство // Релігійна панорама. — 2008. — № 12. — С. 70-72.
- Черенков М. М. Церква та суспільство у роки Другої світової війни: до питання про відповідальність // Софія. Культурологічний журнал. — 2008. — № 6. — С. 127—134.
- Черенков М.Н. Постсоветские евангельские церкви в информационном пространстве // Религия и медиа. Программа и тезисы докладов. – М.: МГУ, 2010. – С. 88-89.
- Черенков М.Н. Евангельский баптизм. Сходства и различия на фоне кризиса // Релігія в Україні. Огляд публікацій. Випуск другий. – К.: «Майстерня книги», 2010. – С. 113-116.
- Черенков М.Н. Христианская интеллигенция в России: уверенность в невидимом // Роль религии в жизни современного российского общества. – Нижний Новгород: Изд-во НИЦ «Нижегородское религиоведческое общество», 2010. – С. 284-291.
- Черенков М.М. Протестантизм – рафіноване християнство // Конфесіологія релігії. Колективна монографія. За науковою редакцією докторів філософських наук, професорів Анатолія Колодного та Людмили Филипович // Українське релігієзнавство. – К., 2009. – Спецвипуск 2009-2. – С. 142-151.
- Черенков М.М. Християнські виміри демократії в історії західної цивілізації // Українське релігієзнавство. – К., 2010. – Вип. 54. – С. 112-118.
- Черенков М.Н. Христианская идентичность в условиях системного кризиса // Личность, религия и общество в условиях системного мирового кризиса. Сборник материалов симпозиума. Выпуск 5. – Курск: МЭБИК, 2010. – С. 6-8.
- Черенков М.Н. Трансформационные процессы в евангельском протестантизме // Вопросы религии и религиоведения. Вып. 6. Антология отечественного религиоведения. Религиоведение Украины. Часть 2. – М.: МедиаПром, 2010. – С. 535-543.
- Черенков М.Н. Есть ли будущее у баптизма в России? // 105 лет легализации русского баптизма. Материалы международной научно-практической конференции. – М., 2011. – С. 31-35.
- Черенков М.М. Протестантизм між західним і східним християнством – міжконфесійний трикутник // Релігійна свобода. Спецвипуск №2. – 2010. – С. 149-152.
- Черенков М.М. «Хижа» Вільяма Пола Янга. Рецензійні роздуми // Українське релігієзнавство. - №57. – 2011. – С. 183-185.
- Черенков М.М. Протестантська теологія в сусідстві наук // Формування основ християнської моралі в процесі духовного відродження нації. Збірник статей. – Кам’янець-Подільський, 2011. – C. 36-40.
- Черенков М.Н. Декарт, Мераб и Подорога: что значит Я и где его границы // Sententiae. Наукові праці Спілки дослідників модерної філософії. – 2011. – XXI. – С. 136-143.
- Черенков М.Н. Религиозность сего дня: апофеоз беспочвенности // Філософські виміри сучасної соціальної реальності. Т.2. Матеріали міжнародної наукової конференції .- Донецьк, 2011. – С. 78-80.
- Черенков М.Н. Модель християнського університету: міжнародний досвід та український контекст // Наука та освіта в сучасному університеті в контексті міжнародного співробітництва. Збірник матеріалів конференції. – Маріуполь, 2011. – С. 142-144.
- Черенков М.Н. Теология постсоветских евангельских протестантов между церковью и университетом. Специфика теологического проектирования // Культура и религия. – 2011. - №3.
- Черенков М.Н. Буква и символ в теолого-культурной традиции украинского евангельского протестантизма. Тезисы докладов и сообщений XIII Международной научной конференции по религиоведению (Закопане, 10-15 октября 2011 г.). – Краков, 2011. – С. 14-15.
- Черенков М.Н. Гуманизм оправдывается Богом // Перспективы христианской философии в России. Материалы международного философско-богословского семинара 31 мая 2010 года. – М., 2010. – С. 178-181.
- Черенков М. Идея христианского университета двадцать лет спустя: от героизма к подвижничеству // Санкт-Петербургский христианский університет. История. – СПб., 2010. – С. 190-196.
- Черенков М. Свобода совести в истории и практике баптизма: декларации и реальность // 400-летие баптизма и принцип свободы совести. Сборник докладов научно-практической конференции 17-18 сентября 2009 года. – Одесса, 2010. – С. 99-108.
- Черенков М. Открытая евангельская идентичность: конфликты и границы // Форум 20. Двадцать лет религиозной свободы и активной миссии в постсоветском обществе.  Материалы к дискуссиям / Редактор-составитель Михаил Черенков. – К.: Дух і Літера, 2011. – С. 17-27.
- Черенков М.Н. Религия без скобок: феноменология в теологической перспективе // Вісник Прикарпатського національного університету імені Василя Стефаника. Серія «Філософські і психологічні науки». Випуск 15. – 2011. – С. 152-158.
- Черенков М. Перспективы теолого-философского диалога в постсоветском протестантизме // Sententiae XXV (№ 2 – 2011). – C. 153-173.
- Черенков М.Н. Христианство как культура меньшинства. Социально-теологические рефлексии // Матеріали V Всеукраїнської міжконфесійної християнської науково-практичної конференції «Формування основ християнської моралі в процесі духовного відродження нації». – Кам’янець-Подільський, 2012. - С. 256-258.
- Черенков М.М. Протестантські церкви і демократія по-українськи: соціально-релігійні наслідки політичних процесів // Українське релігієзнавство. -2012. - №60. – С. 143-151.
- Черенков М. Баптизм без кавычек. Очерки и материалы к дискуссии о будущем евангельских церквей. – Черкассы: Коллоквиум, 2012. – 296 с.
- Черенков М.М. Християнські чинники в долі демократії // Релігія-Світ-Культура. Колективна монографія в 3-х книгах. Книга 3: Релігійні процеси в перспективі їх виявів. За наук. ред. А.Колодного і Л.Филипович // Українське релігієзнавство. – К., 2012. - №61. – 550 с.
- Черенков М.М. Діалогічний потенціал українського протестантизму в контексті взаємин східного та західного християнства // Україна і Ватикан. Науковий збірник №3. – К., 2009. - С. 333-339.
- Черенков М. Протестантская теология и философия религии: встречи на границах // Філософська думка.-Sententiae. Спецвипуск. Теологія і філософія релігії (2011, II) . - С. 170-180.
- Черенков М.Н. Назад к истокам – назад к Христу  // Философско-религиозные тетради. Тетрадь №4. Материалы второй ежегодной конференции «Реформация vs Революция». – М., 2012. – С. 69-79.
- Черенков М.М. /Два теолого-философских эссе о городе, подлинности и обреченности / Метафізика Донецька. – Донецьк: Донецьке відділення Наукового товариства ім. Шевченка, 2012. – 117-128.
- Черенков М.М. Майбутнє теології як теологія майбутнього: теолого-філософські тези // Філософська думка-Sententiae, 2012. Теологія і філософія релігії. Спецвипуск III. – C. 55-61.
- Черенков М.М. Від філософії релігії до феноменології Одкровення // Філософія релігії в Україні: варіативність стратегії осмислення предмету. Збірник наукових праць за ред. А.Колодного та О.Горкуші // Українське релігієзнавство. – К., 2012. – № 64. –  С. 118-124.
- Черенков М.Н. Кадры Церкви: проблемы и задачи христианского образования на выходе из постсоветского транзита // Традиция подготовки священнослужителей. – М., 2013. – С. 254-261.
- Черенков М.Н. Отделение Церкви от государства: почему “сектанты” поддержали декрет Совнаркома // Роль науки, релігії та суспільства у формуванні моральної особистості. Матеріали XXXII Міжнародної науково-практичної конференції. – Донецьк: Мидгарт, 2013. – С. 24-27.
- Черенков М.М. Соціальна есхатологія і герменевтика надії // Філософія у сучасному соціумі. Матеріали міжнародної наукової конференції. - Т.2. – Донецьк: ДонНУ, 2013. – С. 109-111.
- Черенков М.Н. О рациональном и религиозном в современных дискуссиях // Картина мира и судьба человека. Как смена парадигм в науке и культуре влияет на образ жизни. Материалы научно-практической конференции. – Курск: МЭБИК, 2013. – С. 35-37.
- Черенков М.М. Протестантська теологія і протестантський університет в Україні: про можливості і реальність // Філософська думка-Sententiae, 2013. Герменевтика традиції та сучасності у теології та філософії. Спецвипуск IV. – C. 13-21.
- Черенков М.Н. О конфессиональных реформах и общехристианской реформации в контексте теолого-философского дискурса межконфессиональных и общественно-церковных отношений // Державно-конфесійні відносини в Україні: сучасний стан та тенденції розвиту. – К.: НПУ ім. М.П. Драгоманова, 2012. – С. 361-374.
- Черенков М.М. «Церква тих, хто вижив» (Про книгу Наталії Шліхти «Церква тих, хто вижив. Радянська Україна, середина 1940-х — початок 1970-х рр.» (Харків: АКТА, 2011. — 468 с.) // Університетська кафедра. Альманах. – 2013. – №2. – С. 195-198.
- Черенков М. Феноменология религии и ее богословские перспективы // Nomos. Journal for the Study of Religions. – 2013 (80). – С. 17-34.Черенков М. Церковь завтрашнего дня  // Церковь вчера, сегодня и завтра. Доклады Международной богословской конференции, Донецкий христианский университет, 25-27 апреля 2013 г. – Черкассы: Коллоквиум, 2014. – С. 1-14.
- Черенков М.М. Образование, религиозность и смысл: христианские перспективы изнутри кризиса // Українське релігієзнавство. - №70. - 2014. - C. 22-31.
- Черенков М.М. Христианство в постхристианском ландшафте // Світогляд. Філософія. Релігія. Збірник наукових праць. Вип. 4. - 2013.  - С. 234-242.
- Черенков М.М. Apostolicam Actuositatem. Коментар // Документи Друго Ватиканського Собору (1962-1965): Конституції, декрети, декларації. Коментарі. – Львів: Свічадо, 2014. – C. 476-478.
- Mychajło Czerenkow. Miasto postsocjalistyczne w perspektywie apokaliptycznej: tezy teologiczno-filozoficzne // MIASTO (POST)SOCJALISTYCZNE. PRZESTRZEŃ WŁADZY, T. i,  pod redakcją Kingi Nędzy – Sikoniowskiej i Mariki Pirveli. – Krakow: NOMOS, 2015. – S. 55-63.
- Черенков М. Украинский протестантизм и гражданский протест в контексте событий Майдана // Практична  філософія. – #4. - 2014. - C. 153-164.
- Cherenkov, Mykhailo. Die ukrainischen Protestanten nach dem Majdan // RGOW. 2-2015
- ЧеренковМ. Виклик релігійній свободі та духовно-конфесійному плюралізму України: ідеологія та екстремізм „русского мира“ // Східноукраїнський конфлікт в контексті глобальних трансформацій. – Донецьк: Українських інститут стратегій глобального розвитку і адаптації, 2015. – С. 70-81.
- Бачинин В., Черенков М. Протестантская этика и дух остмодернизма. – К., 2015.
- Черенков М. Феноменологія релігії як via media // Схід, 2015. – С. 97-103.
- Черенков М. «Миссиология после Майдана» // Христианская мысль. 2014.
- Черенков М. «Виникаюча теологія» для «виникаючої Церкви». Рецензійні роздуми на книгу Романа Соловія // Українське релігієзнавство, 2015, #74-75. – C. 262-264.
- Черенков М. «Возвращение богословия». Церковные реформы и перспективы богословия в текстах и выступлениях ректора Киевской Духовной Академии и Семинарии, митрополита Антония (Паканича) //Університетська кафедра, 2015. – C. 213-225.